# 楚格設計
楚格設計（英語：Droog Design），是一個在荷蘭的家具製造和建築特色獲得獎項的設計團隊。
由海斯·巴克（Gijs Bakker）和藝術史專家芮妮‧拉梅克絲（Renny Ramakers）在1993年建立。